# Szabolcs Bátori
Szabolcs Bátori (né le 7 mai 2002 à Miskolc) est un gymnaste artistique hongrois.

## Carrière
Szabolcs Bátori remporte la médaille de bronze par équipes aux Championnats d'Europe de gymnastique artistique masculine 2020 à Mersin.